# Caledonia (Minnesota)
Caledonia é uma cidade localizada no estado americano de Minnesota, no Condado de Houston.

## Demografia
Segundo o censo americano de 2000, a sua população era de 2965 habitantes. 
Em 2006, foi estimada uma população de 2916, um decréscimo de 49 (-1.7%).

## Geografia
De acordo com o United States Census Bureau tem uma área de 
7,4 km², dos quais 7,4 km² cobertos por terra e 0,0 km² cobertos por água. Caledonia localiza-se a aproximadamente 360 m acima do nível do mar.

## Localidades na vizinhança
O diagrama seguinte representa as localidades num raio de 20 km ao redor de Caledonia. 